# Auguste Bérard
Pour les articles homonymes, voir Bérard.
Ne doit pas être confondu avec Auguste Bérard (navigateur).
Auguste Bérard, né à Varrains (Maine-et-Loire) le 1er août 1802 et mort à Paris le 14 octobre 1846, est un chirurgien français. 

## Biographie
Fils d'un médecin militaire, il fut professeur de clinique chirurgicale à la Faculté de Paris et, à partir de 1817, membre du Conseil d'Hygiène publique et de Salubrité. Il entreprit avec Charles Denonvilliers un Compendium de chirurgie pratique qui est resté classique. Il est élu membre de l'Académie de médecine en 1838
Son frère est le médecin Pierre Honoré Bérard.

## Éponymie
- Lois d'ossification de Bérard[3].

## Œuvres et publications
- (la) De corporibus extraneis in tractu aereo admissis, typis Hippolyti Tilliard, 1830.(Texte intégral.)
- Des divers engorgements du testicule, Locquin (Paris), 1834.(Texte intégral.)
- Du diagnostic dans les maladies chirurgicales,[Thèse présentée au concours pour une chaire de clinique externe] Béchet jeune (Paris), 1836. (Texte intégral.)
- Des causes qui retardent ou empêche la consolidation des fractures, et des moyens de l'obtenir, Locquin (Paris), 1833. (Texte intégral.)
- Diagnostic différentiel des tumeurs du sein, Germer Baillière, (Paris), 1842. (Texte intégral.)
- Maladies de la glande parotide et de la région parotidienne. Opérations que ces maladies réclament, Germer Baillière (Paris), 1841. (Texte intégral.)
- Texture et développement des poumons, Félix Locquin (Paris), 1836. (Texte intégral.)